# IC 5126
IC 5126 је спирална галаксија у сазвјежђу Водолија која се налази на листи објеката дубоког неба у Индекс каталогу.
Деклинација објекта је - 6° 20' 45" а ректасцензија 21h 40m 28,6s. Привидна величина (магнитуда) објекта IC 5126 износи 14,9 а фотографска магнитуда 15,7.